# Silvia Zennaro
Silvia Zennaro (Chioggia, 26 de octubre de 1989) es una deportista italiana que compitió en vela en la clase Europe. Ganó dos medallas en el Campeonato Mundial de Europe, oro en 2011 y bronce en 2012.

## Palmarés internacional
| Campeonato Mundial | Campeonato Mundial | Campeonato Mundial | Campeonato Mundial |
| Año                | Lugar              | Medalla            | Clase              |
| ------------------ | ------------------ | ------------------ | ------------------ |
| 2011               | Gravedona (Italia) | Medalla de oro     | Europe             |
| 2012               | La Escala (España) | Medalla de bronce  | Europe             |